# Inked
Inked (en Español Entintado) es una revista trimestral y la más vendida a nivel mundial sobre el tema del tatuaje y el estilo de vida de los tatuadores. 
Además del tatuaje cubre una gran diversidad de temas como la música, la moda, el arte y el deporte. Inked ha hecho la gran transición de ser una pequeña revista de tatuaje entre las selecciones de los quioscos, para convertirse en una revista de gran importancia a nivel mundial, estando al nivel de GQ y Vanity Fair. Mujeres tatuadas como Kat Von D, Avril Lavigne, Diablo Cody, Eve y Malin Akerman han aparecido en la portada de Inked. Entre las celebridades que han aparecido en Inked están: Ozzy Osbourne, Tracy Morgan, Slash, Kid Cudi, Billie Joe Armstrong, entre otros. Inked también da amplia cobertura a los artistas del tatuaje; E inmortalizan los mejores en su función a través del icono que se han respetado los gustos de Don Ed Hardy, Horiyoshi III y Ami James.